# Kolegiata w Iwano-Frankiwsku
Kolegiata w Iwano-Frankiwsku – pw. NMP oraz św. Andrzeja i Stanisława.

## Historia
Kościół pw. NMP, farny i dekanalny, zbudowany został w latach 1672–1703 m.in. według projektów F. Corazziego (lub pochodzącego z Awinionu François Corossinego), rozbudowany  po 1737 r. Sanktuarium rodu Potockich, gdzie spoczęli m.in.  Stanisław Potocki i Andrzej Potocki. Po  II wojnie światowej znajdowały się tutaj magazyny, warsztaty stolarskie i ślusarskie, od 1979 r.  muzeum sztuki - głównie malarstwo sakralne. W powieści Pan Wołodyjowski miało tu miejsce nabożeństwo żałobne po śmierci Michała Wołodyjowskiego.
14 maja 1673 w kolegiacie stanisławowskiej został ochrzczony przyszły hetman wielki koronny i kasztelan krakowski Józef Potocki.